# Drużyna parkowa uzbrojenia
Drużyna parkowa uzbrojenia – pododdział służby uzbrojenia Wojska Polskiego II RP.
Do służby uzbrojenia należał całokształt spraw związanych z zaopatrywaniem w amunicję piechoty i artylerii, uzupełnienie broni oraz środków i materiałów obrony przeciwgazowej, ewakuacja zdobytego i uszkodzonego sprzętu uzbrojenia, a niekiedy także i naprawa sprzętu uzbrojenia na szczeblu brygady.
Organem kierowniczym służby uzbrojenia był oficer służby uzbrojenia w sztabie brygady kawalerii. Organem wykonawczym był personel parku uzbrojenia (drużyny parkowej uzbrojenia) oraz brygadowe kolumny amunicyjne. Drużyna parkowa uzbrojenia BK miała możliwości wykonywania napraw uzbrojenia i amunicji, bowiem w jej składzie byli: rusznikarz i pirotechnik. Jednak trzeba zaznaczyć, że rusznikarz mógł wykonywać naprawy tylko na rzecz takich jednostek jak park intendentury czy kolumny taborowe lub warsztat taborowy.
Drużyny parkowe uzbrojenia nie występowały w organizacji pokojowej wojska. Były pododdziałami formowanymi w czasie mobilizacji zgodnie z planem mobilizacyjnym „W”. 
Jednostkami mobilizującymi drużyny parkowe uzbrojenia były dywizjony artylerii konnej. Z chwilą ukończenia mobilizacji drużyny wchodziły w skład brygad kawalerii.
Drużyna parkowa uzbrojenia podczas działań bojowych rozwijała brygadowy punkt amunicyjny. Jeżeli była taka potrzeba mogła rozwinąć również wysunięty punkt amunicyjny. Kierownikiem punktu amunicyjnego był dowódca drużyny, kierownikiem punktu wysuniętego – jego zastępca. Czynności personelu obsługującego punkt amunicyjny obejmowały: przeładowywanie amunicji oraz konserwację amunicji. Podobnie jak parki intendentury, drużyny te nie zostały zadowalająco opisane w publikacjach – a co do ich ważnej roli i znaczenia nie można mieć żadnych wątpliwości.
Na poziomie brygady dysponowano amunicją w ilości dwóch jednostek ognia. Obowiązywała zasada, że po zużyciu jednej jednostki ognia przez oddziały, natychmiast wysyłały puste środki transportowe na punkt amunicyjny brygady, by odtworzyć oddziałowy zapas wożony.
Drużyny te były mobilizowane według etatu: Organizacja wojenna służby uzbrojenia – drużyna parkowa uzbrojenia – L.dz.3202/Mob./Org./36.
Drużyna liczyła pięciu podoficerów i dziesięciu szeregowych uzbrojonych w jeden pistolet i czternaście karabinów. Środkami lokomocji był koń wierzchowy i dwa rowery.
| Numer drużyny                     | Jednostka mobilizująca       | Miejsce mobilizacji | Okręg Korpusu Nr | Jednostka macierzysta          |
| drużyna parkowa uzbrojenia nr 141 | 1 dywizjon artylerii konnej  | Warszawa            | I                | Mazowiecka Brygada Kawalerii   |
| drużyna parkowa uzbrojenia nr 241 | 2 dywizjon artylerii konnej  | Dubno               | II               | Wołyńska Brygada Kawalerii     |
| drużyna parkowa uzbrojenia nr 341 | 4 dywizjon artylerii konnej  | Suwałki             | III              | Suwalska Brygada Kawalerii     |
| drużyna parkowa uzbrojenia nr 342 | 3 dywizjon artylerii konnej  | Podbrodzie          | III              | Wileńska Brygada Kawalerii     |
| drużyna parkowa uzbrojenia nr 343 | 14 dywizjon artylerii konnej | Białystok           | III              | Podlaska Brygada Kawalerii     |
| drużyna parkowa uzbrojenia nr 541 | 5 dywizjon artylerii konnej  | Oświęcim            | V                | Krakowska Brygada Kawalerii    |
| drużyna parkowa uzbrojenia nr 641 | 13 dywizjon artylerii konnej | Brody               | VI               | Kresowa Brygada Kawalerii      |
| drużyna parkowa uzbrojenia nr 642 | 6 dywizjon artylerii konnej  | Stanisławów         | VI               | Podolska Brygada Kawalerii     |
| drużyna parkowa uzbrojenia nr 741 | 7 dywizjon artylerii konnej  | Poznań              | VII              | Wielkopolska Brygada Kawalerii |
| drużyna parkowa uzbrojenia nr 841 | 11 dywizjon artylerii konnej | Bydgoszcz           | VIII             | Pomorska Brygada Kawalerii     |
| drużyna parkowa uzbrojenia nr 941 | 9 dywizjon artylerii konnej  | Baranowicze         | IX               | Nowogródzka Brygada Kawalerii  |

Odpowiednikiem drużyny parkowej uzbrojenia w dywizjach piechoty był pluton parkowy uzbrojenia, a w brygadach pancerno-motorowych – zmotoryzowany pluton parkowy uzbrojenia.
W latach 20. XX wieku w organizacji wojennej brygady kawalerii występował pluton parkowy w składzie jednego oficera i 25 szeregowców uzbrojonych w dwa pistolety i dwadzieścia trzy karabinki. Pododdział posiadał dziewięć koni i dwa wozy będące taborem bagażowym. Pluton parkowy był organem wykonawczym służby uzbrojenia, natomiast organem kierowniczym był jeden z oficerów sztabu brygady, referujący sprawy uzbrojenia. Zadaniem plutonu była obsługa stacji, ośrodków i punktów zaopatrywania w amunicję, organizacja tymczasowych składów amunicyjnych, kierownictwo techniczne nad załadunkiem i wyładunkiem amunicji, ewakuacja zużytego sprzętu uzbrojenia oraz pozostałych części po wystrzelonej amunicji. 
Podobnie jak w przypadku parku intendentury, drużyna parkowa uzbrojenia nie ma odpowiednika w obecnych strukturach organizacyjnych Wojska Polskiego. Jej namiastki są obecnie organizacyjnie rozproszone i nie do końca jest sprecyzowany ich zakres działania. W przedwojennych strukturach było to uregulowane w sposób jasny, jednoznaczny i oczywisty.